# Walckenaeria claviloba
Walckenaeria claviloba là một loài nhện trong họ Linyphiidae.
Loài này thuộc chi Walckenaeria. Walckenaeria claviloba được Jörg Wunderlich miêu tả năm 1995.